# Renaud Écalle

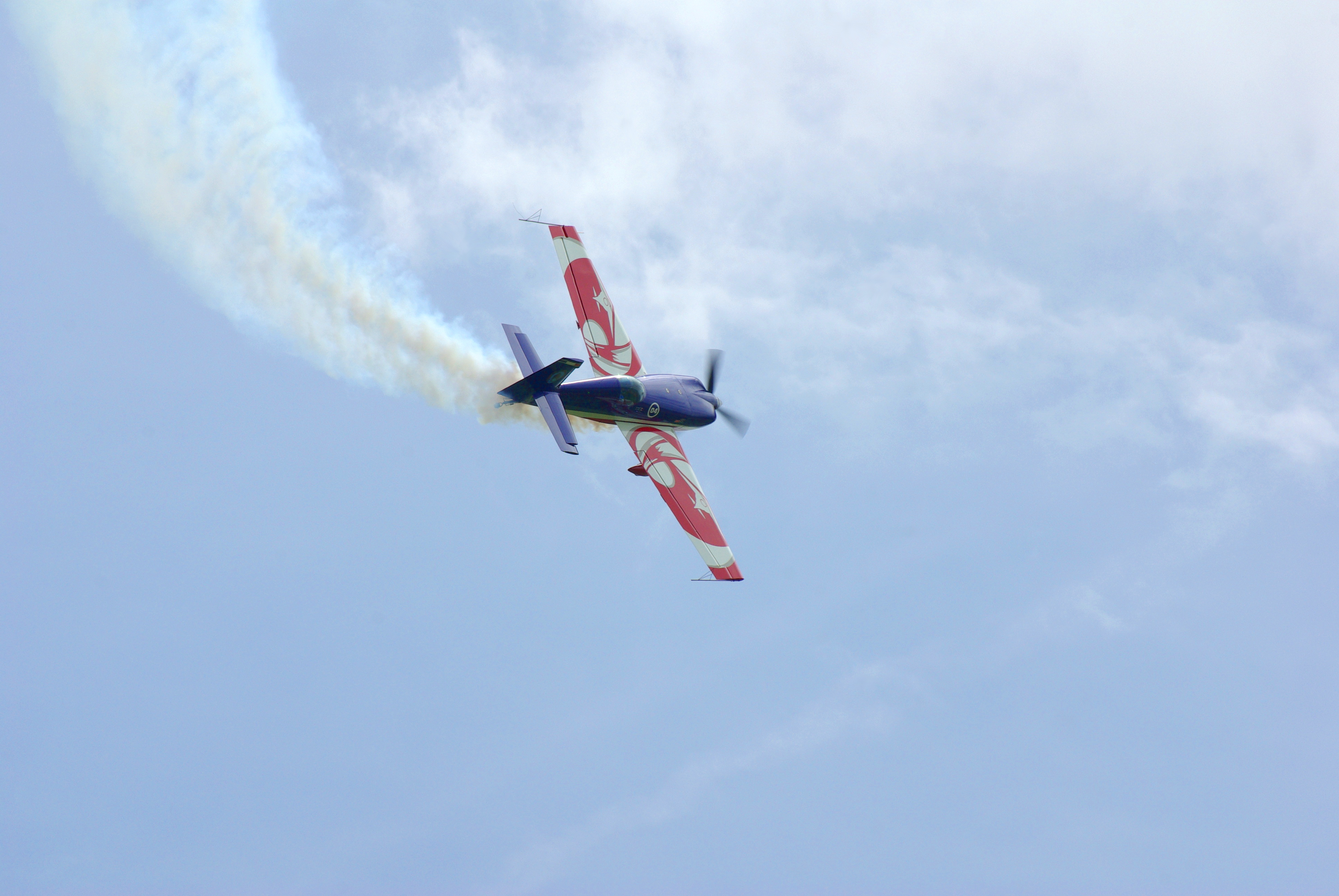
EVAA Extra 330 pilotado por Renaud Écalle en el salón aéreo AirExpo 2010.

Renaud Écalle (30 de diciembre de 1980-3 de octubre de 2010) fue un piloto acrobático y un competidor a nivel internacional. Fue el capitán de la patrulla acrobática de la Armée de l'air.
Renaud Écalle murió con su familia (su esposa y sus dos hijos nacidos en 2007 y 2009) el 3 de octubre de 2010, cerca de Lodève (Hérault), en un accidente aéreo con una Jodel DR-1050.

## Biografía
- 1996: 2.º en la Copa Espoir (Amiens).
- 1997: 1.º en la Copa Desavois (Vichy)
- 1997: 2.º de Francia en biplaza Pontivy. Primero en la Supercopa de Francia en Chateauroux.
- 1998: 1.º en la copa Marcel Doret (Marmande).
- 1999: 2.º de Francia en Pau plazas. Entre la Fuerza Aérea.
- 2005: 3.º en el Campeonato Mundial de Vuelo Acrobático en Burgos (España), 2º en la modalidad de Freestyle.
- 2006: 2.º de Europa en Granges (Suiza).
- 2007: 2.º en el Campeonato Mundial de Vuelo Acrobático, y campeón por equipos en Granada (España). Campeón de Francia en Ussel.
- 2008: 2.º en el Campeonato Europeo de Vuelo Acrobático en Hrádek Králové (República Checa) con un Extra 330 SC. 1.º en Freestyle.
- 2009: Medalla de oro en los World Air Games de Turín, campeón de Francia Ambérieu Elite, ganador de la Copa de Francia de Chateauroux, medallista de oro en el Campeonato Mundial en Silverstone (Reino Unido) y ganador del Freestyle.
- 2010: campeón de France Elite en Saint-Yan, campeón de Europa en Toužim, República Checa.
- 2010: muerte de Renaud Écalle, el 3 de octubre en un accidente de avión.[2]